# Војно-музички центар Копнене војске Оружаних снага Украјине
Војно-музички центар Копнене војске Оружаних снага Украјине (укр.Військово-музичний центр Сухопутних військ Збройних Сил України) је војни професионални колектив који је организован због музике и уметничког изражавања.
Седиште:Чернихивски гарнизон,14030, Чернихив, ул. Шевченка 57. Командант: потпуковник О. И. Шевчук.

## Структура
- војни оркестар (диригент мајор Кишман И. И.);
- камерни симфонијски оркестар (диригент Берехов Р. С.);
- ансамбл песама и игара (састоји се од балета, чији је кореограф Новик Н. А. , и хора на челу са главним хормајстором ОС Украјине, Гончаренком М. А.).